# Baryssinus giesberti
Baryssinus giesberti là một loài bọ cánh cứng trong họ Cerambycidae.